# Punjab Kings
O Punjab Kings é um time franqueado de críquete profissional sediada na cidade de Mohali, no estado de Punjab, na Índia, que disputa a Indian Premier League (IPL). Foi fundado em 2008 como Kings XI Punjab. Seu estádio é o Inderjit Singh Bindra Stadium, também chamado de PCA Stadium, e tem capacidade para 28.000 espectadores.